# Distrito de Orange Walk
Orange Walk es una de las jurisdicciones del noroeste de Belice, siendo su capital la ciudad de Orange Walk Town.

## Principales asentamientos
Otras ciudades y aldeas importantes del distrito de Orange Walk son: August Pine Ridge, Blue Creek Village, Carmelita, Esperanza , Indian Church, Guinea Grass Town, Little Bermudian Landing, Piedregal, Ramonal, Rancho, Rejolla, San Antonio, San Carlos, San Esteban, San Felipe, San José, San Juan Bank, San Lázaro, San Pablo, San Román, Santa Cruz, Shipyard, Trial Farm, Trinidad, Vaqueros, Wamil, Warrie Camp, Xcanha y Yo Creek. El distrito de Orange Walk tiene también en su territorio las antiguas ruinas maya de Lamanai y una reserva natural privada.

## Economía
La región de Orange Walk es el segundo distrito más grande del país. La capital de la zona es la ciudad de Orange Walk, también conocida por los locales como “ciudad del azúcar”. La actividad económica principal del distrito es la agricultura, siendo la caña de azúcar su cosecha principal, aunque está siendo reemplazada lentamente por una combinación de cosechas alternativas tales como patatas, cebollas y soja, mientras que en el sur emerge la industria del turismo.

## Demografía
Según los datos del censo de 2010, vivían en el distrito 45 946 habitantes, mientras que en el censo del año 2000, el distrito tenía una población de 40 132 habitantes, lo que representa un crecimiento intercensal del 14,5 %, siendo el distrito con el menor crecimiento poblacional del país.
En el censo de 2022, la población ascendía a 54 152 habitantes, lo que representa un aumento poblacional del 17.85 %
Del total de la población del distrito, 34.616 eran de origen hispano que representan el 77,3% de la población. Muchos de ellos son descendientes de los refugiados mexicanos que huyeron en 1840 de la Guerra de Castas.
| Etnicidad                                                     |                |                     |                |                     |
| Etnicidad                                                     | 2010           | 2010                | 2022           | 2022                |
| %                                                             | Número         | %                   | Número         | %                   |
| ------------------------------------------------------------- | -------------- | ------------------- | -------------- | ------------------- |
| Mestizos                                                      | 34,616         | 77.26%              | 43,236         | 79.84%              |
| Europeos: * Alemanes (Menonitas) * Británicos (anglocélticos) | 4,950 4,852 98 | 11.05% 10.83% 0.22% | 5,921 5,831 90 | 10.94% 10.77% 0.17% |
| Criollos de Belize                                            | 2,402          | 5.36%               | 3,412          | 6.30%               |
| Garífunas                                                     | 262            | 0.58%               | 311            | 0.57%               |
| Mayas quekchí                                                 | 72             | 0.16%               | 188            | 0.34%               |
| Chinos y asiáticos                                            | 344            | 0.77%               | 170            | 0.31%               |
| Indocaribeños                                                 | 159            | 0.35%               | 163            | 0.30%               |
| Mayas peninsulares                                            | 164            | 0.37%               | 109            | 0.20%               |
| Mayas mopán                                                   | 237            | 0.53%               | 105            | 0.19%               |
| Otros                                                         | 243            | 0.54%               | 281            | 0.52%               |
| No definidos                                                  | –              | –                   | 257            | 0.47%               |
| Mezcla de varias etnias                                       | 1,355          | 2.98%               | –              | –                   |
| Total                                                         | 44,804         | 100%                | 54,152         | 100%                |

### Idiomas
En el distrito de Orange Walk, el español, el criollo y el inglés son los idiomas más hablados. La comunidad menonita, que representa casi el 11 % de la población del distrito, habla principalmente un dialecto alemán llamado plautdietsch. En muchos pueblos, los ancianos aún hablan maya yucateco.